# سانتي (كاليفورنيا)
سانتي (بالإنجليزية: Santee )‏ هي إحدى مدن مقاطعة سان ديغو، كاليفورنيا. تم إعطاءها لقب مدينة في 1 ديسمبر، 1980. و تشتهر بحدائقها و بحيراتها.

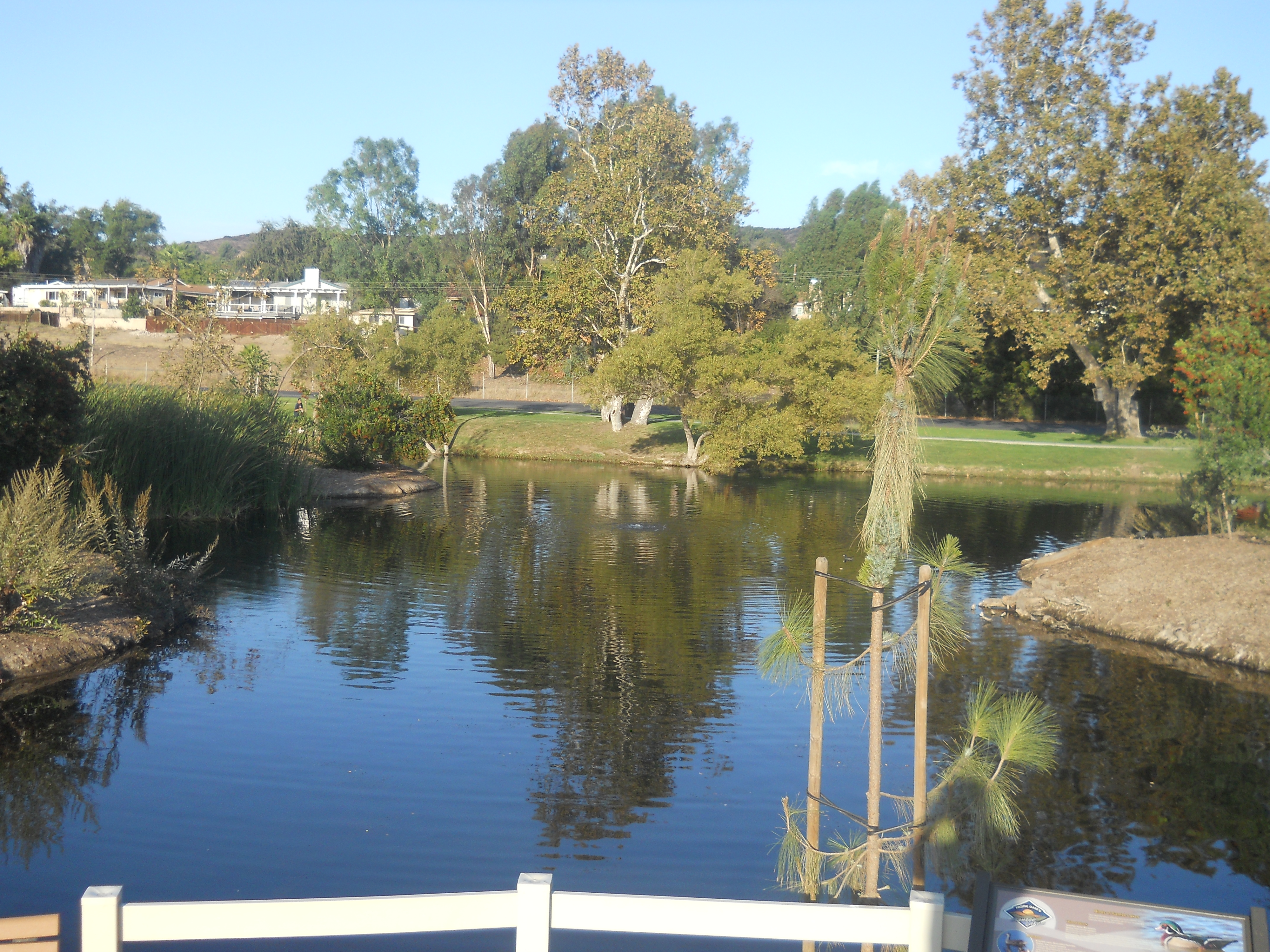
منظر عام من إحدى بحيرات سانتي

## التركيبة السكانية
حدّد مكتب تعداد الولايات المتحدة بيانات التركيبة السكانية لسانتي في تعداد الولايات المتحدة. في ما يلي، التركيبة السكانية حسب تعدادي 2000 و2010.

### تعداد عام 2000
بلغ عدد سكان سانتي 52,975 نسمة بحسب تعداد عام 2000، وبلغ عدد الأسر 18,470 أسرة وعدد العائلات 14,018 عائلة مقيمة في المدينة. في حين سجلت الكثافة السكانية 1,223.4 نسمة لكل كيلومتر مربع (3,168.6/ميل2). وبلغ عدد الوحدات السكنية 18,833 وحدة بمتوسط كثافة قدره 434.9 لكل كيلومتر مربع (1,126.4/ميل2).
وتوزع التركيب العرقي للمدينة بنسبة 86.70% من البيض و1.48% من الأمريكيين الأفارقة و0.81% من الأمريكيين الأصليين و2.55% من الأمريكيين ذوي الأصول الآسيوية و0.41% من سكان جزر المحيط الهادئ و4.03% من الأعراق الأخرى و4.03% من عرقين مختلطين أو أكثر و11.36% من الهسبانيون أو اللاتينيون من أي عرق.
بلغ عدد الأسر 18,470 أسرة كانت نسبة 44.5% منها لديها أطفال تحت سن الثامنة عشر تعيش معهم، وبلغت نسبة الأزواج القاطنين مع بعضهم البعض 57.7% من أصل المجموع الكلي للأسر، ونسبة 13% من الأسر كان لديها معيلات من الإناث دون وجود شريك،  بينما كانت نسبة 5.2% من الأسر لديها معيلون من الذكور دون وجود شريكة وكانت نسبة 24.1% من غير العائلات. تألفت نسبة 18.2% من أصل جميع الأسر من عدة أفراد يعيشون في نفس المنزل ونسبة 6.9% كانت تتألف من شخص يعيش بمفرده يبلغ من العمر 65 عاماً أو أكثر. وبلغ متوسط حجم الأسرة المعيشية 2.81، أما متوسط حجم العائلات فبلغ 3.19.
بلغ العمر الوسطي للسكان 34.8 عاماً. وكانت نسبة 28.2% من القاطنين تحت سن الثامنة عشر، وكانت نسبة 8.2% بين الثامنة عشر والرابعة والعشرين عاماً، ونسبة 31.8% كانت واقعةً في الفئة العمرية ما بين الخامسة والعشرين والرابعة والأربعين عاماً، ونسبة 21.2% كانت ما بين الخامسة والأربعين والرابعة والستين، ونسبة 8.6% كانت ضمن فئة الخامسة والستين عاماً فما فوق. يوجد لكل 100 أنثى 95.7 ذكر، ويوجد لكل 100 أنثى في الثامنة عشر من عمرها فما فوق 92.3 ذكر.
بلغ متوسط دخل الأسرة في المدينة 53,624 دولارًا، أما متوسط دخل العائلة فبلغ 57,874 دولارًا. وكان متوسط دخل الذكور 41,347 دولارًا مقابل 30,187 دولارًا للإناث. وسجل دخل الفرد الخاص بالمدينة 21,311 دولارًا. وكانت نسبة 3.8% من العائلات ونسبة 5.4% من السكان تحت خط الفقر، وكان من هؤلاء نسبة 6.9% تحت سن الثامنة عشر ونسبة 3.4% في الخامسة والستين من العمر وما فوق.

### تعداد عام 2010
بلغ عدد سكان سانتي 53,413 نسمة بحسب تعداد عام 2010، وبلغ عدد الأسر 19,306 أسرة وعدد العائلات 14,075 عائلة مقيمة في المدينة. في حين سجلت الكثافة السكانية 1,233.6 نسمة لكل كيلومتر مربع (3,195.0/ميل2). وبلغ عدد الوحدات السكنية 20,048 وحدة بمتوسط كثافة قدره 463 لكل كيلومتر مربع (1,199.2/ميل2).
وتوزع التركيب العرقي للمدينة بنسبة 82.53% من البيض و1.98% من الأمريكيين الأفارقة و0.77% من الأمريكيين الأصليين و3.83% من الأمريكيين ذوي الأصول الآسيوية و0.47% من سكان جزر المحيط الهادئ و5.01% من الأعراق الأخرى و5.41% من عرقين مختلطين أو أكثر و16.29% من الهسبانيون أو اللاتينيون من أي عرق.
بلغ عدد الأسر 19,306 أسرة كانت نسبة 37.1% منها لديها أطفال تحت سن الثامنة عشر تعيش معهم، وبلغت نسبة الأزواج القاطنين مع بعضهم البعض 53.4% من أصل المجموع الكلي للأسر، ونسبة 13.5% من الأسر كان لديها معيلات من الإناث دون وجود شريك،  بينما كانت نسبة 6% من الأسر لديها معيلون من الذكور دون وجود شريكة وكانت نسبة 27.1% من غير العائلات. تألفت نسبة 20.6% من أصل جميع الأسر من عدة أفراد يعيشون في نفس المنزل ونسبة 7.9% كانت تتألف من شخص يعيش بمفرده يبلغ من العمر 65 عاماً أو أكثر. وبلغ متوسط حجم الأسرة المعيشية 2.72، أما متوسط حجم العائلات فبلغ 3.13.
بلغ العمر الوسطي للسكان 37.2 عاماً. وكانت نسبة 23.8% من القاطنين تحت سن الثامنة عشر، وكانت نسبة 9.5% بين الثامنة عشر والرابعة والعشرين عاماً، ونسبة 27.7% كانت واقعةً في الفئة العمرية ما بين الخامسة والعشرين والرابعة والأربعين عاماً، ونسبة 28.3% كانت ما بين الخامسة والأربعين والرابعة والستين، ونسبة 10.7% كانت ضمن فئة الخامسة والستين عاماً فما فوق. وتوزع التركيب الجنسي للسكان بنسبة 48.3% ذكور و51.7% إناث.